# Hortophora
Genre
Hortophora est un genre d'araignées aranéomorphes de la famille des Araneidae.

## Distribution
Les espèces de ce genre se rencontrent en Océanie.

## Liste des espèces
Selon World Spider Catalog (version 22.5, 30/11/2021) :
- Hortophora biapicata (L. Koch, 1871)
- Hortophora capitalis (L. Koch, 1871)
- Hortophora cucullus Framenau & Castanheira, 2021
- Hortophora flavicoma (Simon, 1880)
- Hortophora lodicula (Keyserling, 1887)
- Hortophora megacantha Framenau & Castanheira, 2021
- Hortophora porongurup Framenau & Castanheira, 2021
- Hortophora tatianeae Framenau & Castanheira, 2021
- Hortophora transmarina (Keyserling, 1865)
- Hortophora urbana (Keyserling, 1887)
- Hortophora viridis (Keyserling, 1865)
- Hortophora walesiana (Karsch, 1878)
- Hortophora yesabah Framenau & Castanheira, 2021

## Publication originale
- Framenau, Baptista, Oliveira & Castanheira, 2021 : « Taxonomic revision of the new spider genus Hortophora, the Australasian garden orb-weavers (Araneae, Araneidae). » Evolutionary Systematics, vol. 5, no 2, p. 275-334 (texte intégral).